# 리코르 43

리코르43(Licor 43, Cuarenta Y Tres)은 지중해연안의 감귤과와 엄선된 식물로부터 만들어진 바닐라, 카라멜, 벌꿀의 풍미가 있는 스페인의 리큐르다.
색깔은 황금색, 알콜도수는 31%. 후레쉬한 향과 과일의 풍미의 달콤함이 특징이다. 카르타헤나에 거점을 두고 있는 100% 가족경영의 디에고 자모라 그룹의 최상급 브랜드이다.

## 역사
리코르43은 처음에는 "리코르 쿠아렌타 이 뜨레스"로서 20세기 전반에 세상에 알려지기 시작했다.
리코르43의 이름은 지중해지역에서 배양된 감귤과와 과일, 허브 등 엄선된 43종류의 원재료에서 만들어진 것에 유래한다.
디에고 자모라 사는 1946년 Diego Zamora Conesa와 그의 형 Angel Zamora Conesa, 딸 Josefina Zamora Conesa와 그녀의 남편 Emilio Restoy Godoy에 의해 만들어졌다.
리코르43의 레시피는 60년의 역사 중에서 진화를 거듭하면서 창업자 일족만이 아는 비전의 레시피로 되었다.
1960년대 리코르43은 스페인 시장에서 큰 성공을 거두어, 디에고 자모라 사는 리코르43을 국제적으로 판매하기 시작했다.
오늘날 리코르43은 황금색의 빛깔, 바닐라와 시트러스의 향, 그리고 유니크한 맛과 퀄리티가 높은 것이 세계에 널리 알려져, 세계 60개국 이상에서 판매되고 있다.

## 리크볼 미라비리스 전설
디에고 자모라 그룹은 2,000년 이상 전의 카르타헤나, "카르타고"라고 불리는 로마시대의 주요 항구에서,
로마인이 "리크볼 미라비리스"(기적의 음료, Liqvor Mirabilis)라고 불렀던 금색의 향이 진한 액체가 리코르43의 기원이라고 말하고 있다.
이 음료의 제조법은 20세기에 들어가기까지 장기간 잃어버렸다가, 오리지널 레시피를 기반으로 "리코르43"이 재현되었다고
디에고 자모라 그룹은 주장하고 있다. 이것이 비현실적이고, 몇 개의 원재료는 로마시대의 유럽에는 존재하지 않았다는 설도 있다. 그러나 스페인의
카르타헤나는 이 브랜드가 생겨난 고향이고, 지금 세계에서 유일하게 리코르43을 만들고 있는 장소이다.

## 풍미
리코르43은 향이 진하고, 숙성시킨 럼과 같은 후르티한 달콤함과 스파이시함 뒤를 이어 바닐라의 풍미를 같이 느낄 수 있는 맛의 복잡함이 특징이다.

## 칵테일
주요 칵테일은 다음과 같다.
- Pure 43 = 리코르43 + 얼음

- Tonic 43 = 리코르43 30ml + 토닉워터 90ml + 레몬주스 15ml + 얼음 + 레몬, 오렌지 슬라이스 가니시

- Espresso 43 = 리코르43 50ml + 에스프레소 커피 1잔 + 얼음

- Milk 43 = 리코르43 50ml + 우유 150ml + 얼음 + 시나몬 파우더 1티스푼

- Ginger 43 = 리코르43 50ml + 진져 에일 200ml + 라임 주스 15ml + 얼음 + 라임 슬라이스, 트위스트 가니시

- Mini Beer 43 = 리코르43 50ml + 헤비크림

## 세계시장으로의 진출
리코르43은 스페인 국내의 성공을 시작으로, 현재는 세계시장에 널리 판매되고 있다. 1970년대 관광, 여행이 한창일 때 최초로 스웨덴에 수출했고,
지금은 한국, 네덜란드, 미국, 멕시코, 독일, 브라질을 포함한 60개국이상에 수출되고 있다.

## 수상 이력

### 2009
- FIZZZ 매거진 톱 드링크 부문 금상
- 더 스피릿 비지니스 Traditional 부문 마스터상

### 2010
- 디스코 매거진 드링크 톱셀러(독일)부문  1위
- 더 스피릿 비지니스 Traditional-Liqueur 부문 마스터상

### 2011
- FIZZZ 매거진 톱 드링크 부문 금상
- 샌프란시스코 월드 스피릿 컴피티션 은상[1]

### 2012
- 드링크 인터내셔널  칵테일 챌린지 로버트 우드 작 "Daiquiri Espanol" 금상[2]
- 드링크 인터내셔널  칵테일 챌린지 로버트 우드 작 "Spanish Gold" "43 Memories" 은상[2]

### 2013
- 드링크 인터내셔널 칵테일 챌린지 로버트 우드 작 "El Sol" 최우수상[3]
- 드링크 인터내셔널 칵테일 챌린지 베스트 어페리티브 부문 로버트 우드 작 "Espanol Mexicano"  트로피상[3]
- 드링크 인터내셔널 칵테일 챌린지 베스트 롱드링크 부문 로버트 우드 작 "El Sol" 트로피상[3]
- 드링크 인터내셔널 칵테일 챌린지 로버트 우드 작 "Espanol Mexicano" 금상[3]
- 드링크 인터내셔널 칵테일 챌린지 로버트 우드 작 "El Sol" 금상[3]
- 드링크 인터내셔널 칵테일 챌린지 로버트 우드 작 "Suzette" 은상[4]
- 더 스피릿 비지니스 Travel Retail Masters (Liqueurs)부문 마스터상[5]
- 더 스피릿 비지니스 The Liqueur Masters-Fruit부문 금상[6]
- 더 스피릿 비지니스 The Liqueur Masters-Traditional 부문 은상[6]
- 샌프란시스코 월드 스피릿 컴피티션 금상[7]
- 홍콩 인터내셔널 와인&스피릿 컴피티션 Asia’s Choice, Asia’s Voice 부문 은상
- 인터내셔널 와인&스피릿 컴피티션 Quality Award 은상
- 인터내셔널 스피릿 챌린지 동상[8]

### 2014
- 드링크 인터내셔널 International Spirits Challenge 은상[8]

### 2015
- 얼티밋 스피릿 챌린지 85점 (매우 좋음, 적극 추천)[9]
- 인터내셔널 와인&스피릿 컴피티션 동상

## 참고 문헌
1. ↑  San Francisco World Spirits Competition Results 2011 보관됨 2016-03-15 - 웨이백 머신.
2. 1 2  Drinks International Cocktail Challenge Results 2012.
3. 1 2 3 4 5  Drinks International Cocktail Challenge Results 2013.
4. ↑  SIP Awards Results 2013.
5. ↑  “The Spirit Business The Travel Retail Masters 2013 Results”. 2015년 9월 18일에 확인함.
6. 1 2  “The Spirits Business The Liqueur Masters 2013 Results”. 2015년 9월 18일에 확인함.
7. ↑  San Francisco World Spirits Competition Results 2013 보관됨 2013-11-01 - 웨이백 머신.
8. 1 2  International Spirits Challenge Results 보관됨 2012-10-19 - 웨이백 머신.
9. ↑  Ultimate Spirits Challenge 2015 보관됨 2016-03-16 - 웨이백 머신.